# ポントトク郡 (ミシシッピ州)
ポントトク郡（英: Pontotoc County）は、アメリカ合衆国ミシシッピ州の北部に位置する郡である。2010年国勢調査での人口は29,957人であり、2000年の26,726人から12.1%増加した。郡庁所在地はポントトク市（人口5,625人）であり、同郡で人口最大の都市でもある。郡名は、チカソー族インディアンの言葉で「垂れ下がるブドウの土地」を意味している。
ポントトク郡はテューペロ小都市圏に属している。
元々のナチェズ・トレイスと現在のナチェズ・トレイス・パークウェイが郡の南東隅を通っている。

## 地理
アメリカ合衆国国勢調査局に拠れば、郡域全面積は500.99平方マイル (1,297.6 km2)であり、このうち陸地497.35平方マイル (1,288.1 km2)、水域は3.64平方マイル (9.4 km2)で水域率は0.73%である。

### 主要高規格道路
- ミシシッピ州道6号線
- ミシシッピ州道9号線
- ミシシッピ州道15号線
- ミシシッピ州道41号線
- ナチェズ・トレイス・パークウェイ

### 隣接する郡
- ユニオン郡 - 北
- リー郡 - 東
- チカソー郡 - 南
- カルフーン郡 - 南西
- ラファイエット郡 - 西

### 国立保護地域
- ナチェズ・トレイス・パークウェイ（部分）
- トンビッグビー国立の森（部分）

## 人口動態
以下は2000年の国勢調査による人口統計データである。
| 基礎データ - 人口: 26,726人 - 世帯数: 10,097 世帯 - 家族数: 7,562 家族 - 人口密度: 21人/km2（54人/mi2） - 住居数: 10,846軒 - 住居密度: 8軒/km2（22軒/mi2） 人種別人口構成 - 白人: 84.40% - アフリカン・アメリカン: 13.98% - ネイティブ・アメリカン: 0.27% - アジア人: 0.10% - 太平洋諸島系: 0.01% - その他の人種: 0.71% - 混血: 0.54% - ヒスパニック・ラテン系: 1.80% 先祖による構成 - イギリス系：61.92% - スコットランド・アイルランド系：15.1% - アフリカ系：13.98% - スコットランド系：3% | 年齢別人口構成 - 18歳未満: 27.6% - 18-24歳: 8.7% - 25-44歳: 29.5% - 45-64歳: 21.4% - 65歳以上: 12.8% - 年齢の中央値: 35歳 - 性比（女性100人あたり男性の人口） - 総人口: 94.5 - 18歳以上: 90.8 世帯と家族（対世帯数） - 18歳未満の子供がいる: 37.1% - 結婚・同居している夫婦: 59.2% - 未婚・離婚・死別女性が世帯主: 11.9% - 非家族世帯: 25.1% - 単身世帯: 22.7% - 65歳以上の老人1人暮らし: 10.4% - 平均構成人数 - 世帯: 2.62人 - 家族: 3.08人 | 収入と家計 - 収入の中央値 - 世帯: 32,055米ドル - 家族: 39,845米ドル - 性別 - 男性: 29,074米ドル - 女性: 21,350米ドル - 人口1人あたり収入: 15,658米ドル - 貧困線以下 - 対人口: 13.8% - 対家族数: 10.2% - 18歳未満: 15.0% - 65歳以上: 23.3% |

## 都市と町

### 都市
- ポントトク - 郡庁所在地

### 町
- アルゴマ
- エクルー
- シャーマン（一部はユニオン郡、小部分がリー郡）
- サクストン
- トコポラ

### 未編入の町
- ランドルフ
- スプリングビル
- トロイ